# Savjest
Pojam savjest potječe iz stoičko kršćanske tradicije. Sam izraz savjest kovanica je prema grčkoj riječi «suneidesis» (suznanje), koja u sebi nosi korijen eid- etimologijski povezana je s hrvatskim korijenom vid. Ciceron je grčku riječ suniedesis preveo na latinski kao conscientia. Oblikovanje stručnog izraza savjest razvijala se od prvotnog značenja izraženog preko suznanja, zatim u svijesti, te se preko značenja svijesti o vlastitom moralnom činu, razvija u stručni izraz za ono što i danas podrazumijevamo pod pojmom savjest. 
Rasprava o savjesti je jedno od temeljnih i najvažnijih poglavlja katoličke teologije, a njeno povijesno ishodište leži u patristici i skolastici.
Kao svjesno biće čovjek ima sposobnost samoopažanja. To znači da može držati pod nadzorom i izražavati svoje vlastite postupke. Preispitivanje svojih postupaka često se naziva "glas savjesti", a to znači da mi svojim umom objašnjavamo, opravdavamo i analiziramo svoje praktično djelovanje. Tako se savjest javlja usporedno s opažanjem kao analiza našeg djelovanja.
Savjest je spoznajni proces kojim provjeravamo jesmo li točno odredili nešto prema onome što je u stvarnosti, to je, je li nam procjena ispravna i je li primjena našeg postupka odgovarajuća situaciji. Ona se odvija u procesu opisa situacije sa svim okolnostima-ponovno proživljavanje. Možemo govoriti o prethodnoj savjesti, kada prije djelovanja prosuđujemo što je dobro, a što zlo i naknadnoj savjesti, kada nakon djelovanja otkrivamo dobro i zlo.

## Teoretska razmatranja
U samoj povijesti problema savjesti nalazimo različite teorije koje možemo svesti u četiri osnovna tipa:
- Savjest se shvaća kao sudioništvo u Božanskom (kršćanska tradicija, posebice kod Tome Akvinskoga i Martin Luthera)
- Savjest u funkciji autonomnog uma (Kant)
- Savjest kao proizvod društveno-odgojnog određenja (Locke)
- Savjest je rezultat moralnoga konflikta (Freud)

## Savjest i društvena prisila
Savjest je osobni izričaj samosvjesnosti odnosa pojedinca i društva. Prihvaćanje društvenih normi "iznutra" predstavlja najbolji odnos prisile i stabilizacije društvenih odnosa. Stoičko poimanje savjesti s jedne strane, u sintagmi «čini što te je volja» direktno povezuje savjest sa slobodnom voljom. 
Savjest je izbor, kojim se ugrađujemo u društvene odnose. Pozivajući drugog na savjesnost, namećemo mu svoju, kolektivnu volju. 
Podsvjesni element koji formira savjest je svakako strah od kazne. U odnosu «zločina i kazne» kritični čimbenik društvene preobrazbe kažnjenog je upravo savjest.
Dilema prema manjinskoj normi može se od šire zajednice rješavati na nekoliko načina:  
- sukob u kojem se katarzički rješava dilema i ostaje samo jedna norma. Savjest obje sukobljene strane je zadovoljena, ako su učinili maksimalni trud. Poraz se priznaje i savjest nalaže na priznanje pobjednika i njegove norme kao jedine istine.
- sukob u kojem se određuje većinska i manjinska norma, dokazom koja je norma značajnija. Nešto što je ranije manjinska norma, može postati većinska norma, te i dalje nema relativizma već samo prihvaćanje apsoluta.
- Relativiziranje normi dopuštenjem paralelnog priznanja obje, uz tvrdnju da jedna norma vrijedi za jednu skupinu ljudi, dok druga vrijedi za drugu skupinu. Prijelaz iz jedne u drugu skupinu može biti potican ako se prelazi u dominantnu, ali ako se radi o dogmatskim skupinama tada se konflikt rješava stvaranjem statusa quo, te savjest nalaže da se status quo ne dira.
- Ignoriranjem pravila druge norme, čime se naša norma kroz savjest nastoji primijeniti, a drugoj ne priznajemo važnost. Ne priznavanje normi ima za posljedicu izolaciju i ignoriranje.

Savjesna dilema učvršćuje se s tuđom kaznom na način da se u nama budi iskonski strah od kazne, te unutarnjom normom (savjest) nastojimo dokazati svoju moralnu koherentnost. Kajanjem pokazujemo da smo učinili nešto što je u suprotnosti sa svojom savjesti. Legende vrlo često polaze od činjenice da ako prekršimo našu savjest, to će nas razdirati sve do trenutka priznanja i prihvaćanja društvene norme. Naime, savjest kao moralna paradigma stalno postoji u nama i ne možemo je se odreći. Dokaz za to su sve javne manifestacije kojima skupini nastojimo dokazati našu ispravnost kroz savjesne postupke.

## Prigovor savjesti
Prigovor savjesti je čin razilaženja s politikom ili odredbama neke države, ustanove ili organizacije.
Prigovor savjesti je specifično pravilo koje se primjenjuje u relativno kraćem vremenskom razdoblju. Javno iskazivanje vlastitog pacifizma u suprotnosti je s društvenom normom, ali istovremeno se tolerira jer je u skladu sa širom normom. Dualizam u kojem se priznaje da pojedinac ima pravo na striktnija pridržavanja društvenih pravila uže skupine koje nisu suprotstavljena interesu šire grupe, već su samo čin nepriznavanja unutarnjih regula šire skupine, moguć je samo kao oblik pasivnog otpora. Naime, šira grupa nikada ne prihvaća čin aktivnog otpora, jer to predstavlja aktivni sukob. S druge strane, ako bi prigovor savjesti prešao u mučeništvo, to može destabilizirati normu šireg društva jer je mučeništvo dokaz da je moralna norma zbog koje se prigovor savjesti provodi važna.
O prigovoru savjesti govorimo kada se osoba poziva na slobodu savjesti kada odbija postupati, ili traži izuzetak od obveze da postupa na način koji ugrožava njen osjećaj za osobni moralni integritet.
Sloboda savjesti je zajamčena Europskom konvencijom za zaštitu ljudskih prava i temeljnih sloboda, gdje se u čl. 9.1. propisuje: „svatko ima pravo na slobodu mišljenja, savjesti i vjeroispovijedi"; također i Ustavom Republike Hrvatske, čiji čl. 40. sadržava odredbu:„jamči se sloboda savjesti i vjeroispovijedi i slobodno javno očitovanje vjere ili drugog uvjerenja.“
Općom deklaracijom o pravima čovjeka koju su donijeli Ujedinjeni narodi 1948. godine, u čl. 18. sadrži proglašenje o slobodi savjesti kao univerzalnom ljudskom pravu.
Opis ranog kulturnog primjera prigovora savjesti nalazimo u "Antigoni", tragediji starogrčkog pisca Sofokla iz 5. stoljeća prije Krista. Kada kralj Kreont - protivno božanskim propisima - zabranjuje pokop Polinika, vojskovođe neprijateljske strane u tebanskom građanskom ratu. Polinikova sestra Antigona ipak pokapa tijelo svojega brata, čak i nakon što je kralj naredio da se tijelo ponovo iskopa radi izlaganja javnoj poruzi. Nakon mučnih uvjeravanja i pozivanja na grčku vjersku tradiciju u postupanju s mrtvima, te tragičnih događaja koji su prepoznati kao božanska kazna zbog nedostojnog postupanja s tijelom bliskog rođaka Polinika, kralj Kreont priznaje da je u krivu i oslobađa Antigonu iz zatvora.
Važan književni primjer prigovora savjesti sadržan je i u biblijskoj 2. knjizi o Makabejcima, gdje u 6. i 7. poglavlju nalazimo primjere Židova koji odbijaju jesti svinjsko meso - što od njih traži helenistička država kao znak prihvaćanja državne kulture. Prvi primjer daje starac Eleazar koji se podvrgava smrtnoj kazni, koja je zaprijećena onima koji odbijaju jesti svinjetinu: "...junački se odričući života, pokazat ću se dostojnim svoje starosti i mladićima ostaviti plemenit primjer kako se, za časne i svete zakone, valja spremno i velikodušno izložiti smrti." (2Mak 6,28). Odmah u potom u 7. poglavlju bilježi se osobito tragična pripovjest o sedmorici braće Makabejaca i njihovoj majci: kraljevski namjesnik zapovijeda da se jedan po jedan brat brutalno muči, sakati i ubija pred očima preostale braće i ondje prisutne majke. Oni ostaju ustrajni u privrženosti Zakonu što ga je Bog dao za Židove, i svi redom bivaju pobijeni; na posljetku namjesnik Antioh daje ubiti i njihovu majku.
U prvim stoljećima kršćanstva, kao svece su poštovali skoro isključivo mučenici zbog prigovora savjesti (to uključuje i same apostole, koji su redom skončavali život kao mučenici): naime se kršćane kod periodičnih progona redovito pozivalo da se javno odreknu vjere, kako ne bi bili izvrgnuti mučenju i smrtnoj kazni - najvjerniji bi odbijali izjaviti da se odriču vjere i time su zadobivali "vijenac mučeništva" i - prema kršćanskom vjerovanju - posebno mjesto pred prijestoljem Božjim (Otk 7,13-17). Zahvaljujući tim kršćanskim primjerima, od kojih su neki upisani i u biblijske knjige Novog zavjeta (usp. Dj 6, o sv. Stjepanju Prvomučeniku), prigovor savjesti ima važno mjesto u kulturi mnogih naroda.
Konkretni primjer pravne zaštite prigovora savjesti nalazimo u čl. 20. Zakona o liječništvu: „radi svojih etičkih, vjerskih ili moralnih nazora, odnosno uvjerenja liječnik se ima pravo pozvati na priziv savjesti te odbiti provođenje dijagnostike, liječenja i rehabilitacije pacijenta, ako se to ne kosi s pravilima struke te ako time ne uzrokuje trajne posljedice za zdravlje ili ne ugrozi život pacijenta. O svojoj odluci mora pravodobno izvijestiti pacijenta te ga uputiti drugom liječniku iste struke.“. U Zakonu o medicinski potpomognutoj oplodnji se u čl. 44. propisuje: "Zdravstveni radnici i nezdravstveni radnici koji bi trebali provesti ili sudjelovati u provođenju postupaka medicinski pomognute oplodnje imaju pravo pozvati se na priziv savjesti zbog svojih etičkih, vjerskih ili moralnih nazora, odnosno uvjerenja te odbiti provođenje postupka medicinski pomognute oplodnje ili sudjelovanje u tom postupku."
Primjer prigovora savjesti u osjetljivom području pobačaja, nalazimo uređenim u čl. 2. Etičkog kodeksa primalja: "Primalja ima pravo na priziv savjesti, ako time ne uzrokuje trajne posljedice za zdravlje ili ne ugrozi život pacijenta/-ice. O svojoj odluci mora pravodobno obavijestiti pacijenta/-icu te ju uputiti drugoj primalji. Primalja koja radi kao član zdravstvenog tima (u primarnoj zdravstvenoj zaštiti ili u bolničkoj zdravstvenoj skrbi) mora u što kraćem roku izvijestiti odgovornu osobu ako postoji bilo kakav prigovor savjesti bitan za obavljanje njezine profesionalne djelatnosti. U tom slučaju ne smije prestati pružati primaljsku skrb ako bi time prouzročila trajne posljedice za zdravlje ili ugrozila život pacijentice."